# Pycnopalpa angusticordata
Pycnopalpa angusticordata är en insektsart som beskrevs av Vignon 1924. Pycnopalpa angusticordata ingår i släktet Pycnopalpa och familjen vårtbitare. Inga underarter finns listade i Catalogue of Life.